# Sabrina Tasselli
Sabrina Tasselli (Carpi, 3 aprile 1990) è una calciatrice italiana, portiere del Brescia.

## Carriera

### Club
Si appassiona al calcio fin dalla giovane età decidendo di tesserarsi con la Reggiana, plurititolata società del calcio femminile italiano. Veste la casacca granata nelle formazioni giovanili giocando fino a raggiungere l'età massima per militare nel Campionato Primavera.
Le prestazioni offerte nei campionati giovanili convincono la società a inserirla nella rosa della prima squadra come secondo portiere dalla stagione 2009-2010, vice della titolare Silvia Vicenzi. Sempre quell'anno riesce a conquistare il primo trofeo della carriera, la Coppa Italia, al termine dell'edizione 2009-2010. Tasselli rimane a Reggio Emilia anche la stagione successiva quando al suo termine, a causa di problemi finanziari la società decide di non iscriversi nuovamente alla Serie A preferendo ripartire dalla Serie C regionale, lasciando libere le proprie atlete.

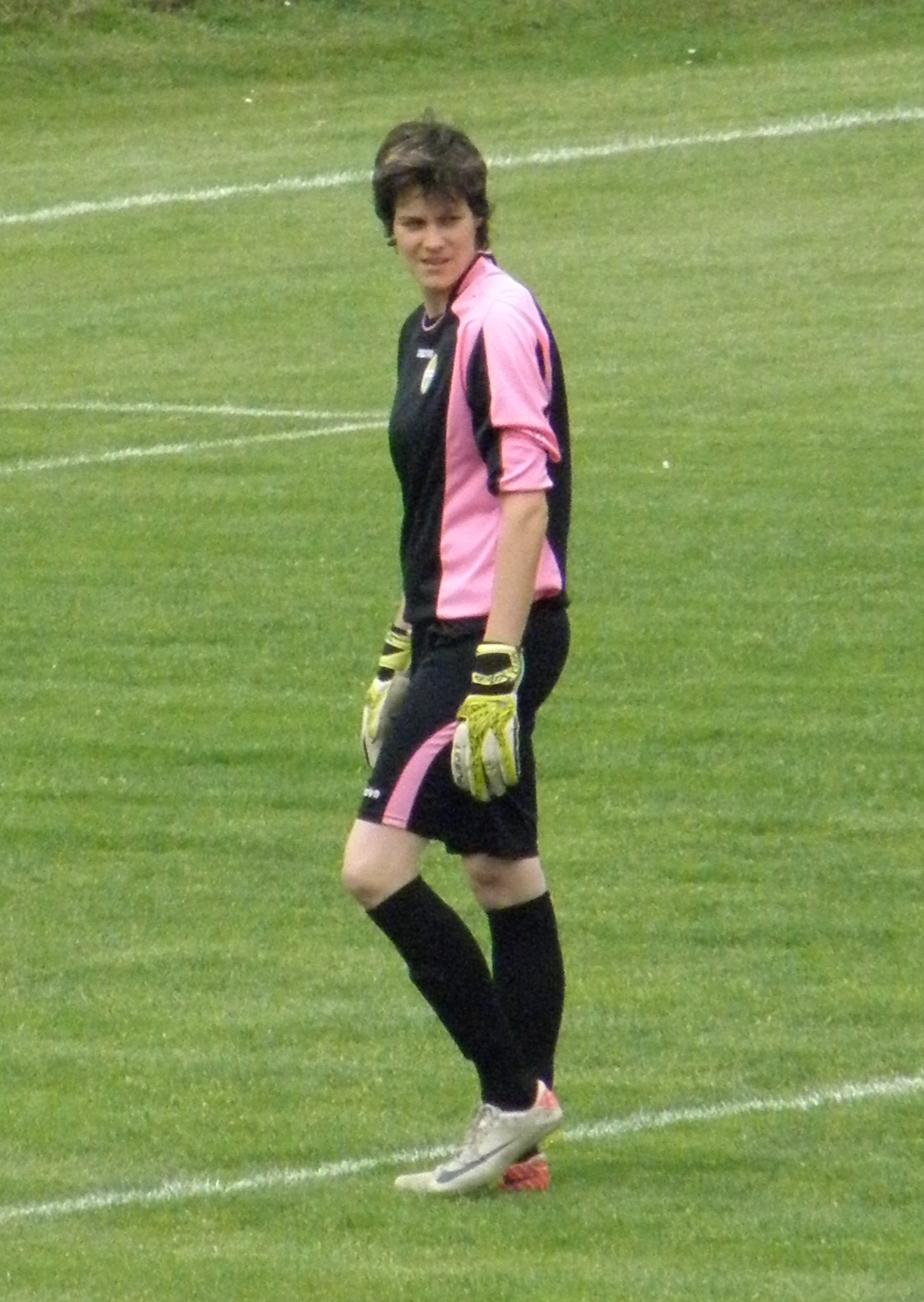
Tasselli difende la porta della Riviera di Romagna nel 2015

Nell'estate 2011 passa quindi al Tavagnacco che le offre l'opportunità di rimanere nel massimo campionato come vice di Chiara Marchitelli. Nella stagione 2011-2012 Tasselli fatica a trovare spazio, venendo utilizzata solo 5 volte, e alla sua conclusione decide di lasciare la società friulana.
Nel calciomercato estivo 2012 si accasa al Bardolino Verona, ancora una volta come riserva del portiere titolare, la nazionale svedese Stéphanie Öhrström. Nella stagione 2012-2013 scende in campo 8 volte su 30 incontri, 4 da titolare e altre 4 sostituendo Öhrström a partita iniziata. Ancora una volta, intuendo che difficilmente poteva trovare ulteriore spazio, decide di lasciare la società veneta dopo una sola stagione.
Nell'estate 2013 passa alla Riviera di Romagna per affiancare nuovamente Vicenzi nella stagione 2013-2014, rimanendo anche nella successiva grazie all'intenzione da parte della società gialloblù di rinnovare il turnover con Vicenzi.
Durante il calciomercato estivo 2015 Tasselli si trasferisce all'Atletico Oristano. L'esperienza in Sardegna dura pochi mesi e già nel dicembre successivo ritorna in Romagna.
Dopo una breve avventura all'estero con la squadra islandese dello Stjarnan, nel settembre 2016 torna in Italia nelle file del club che l'aveva lanciata, la Reggiana. Con la squadra emiliana, che nel corso della stagione 2016-2017 cambia denominazione in Sassuolo, ottiene da titolare la vittoria del campionato di Serie B e annessa promozione in massima categoria. Per il successivo biennio in Serie A mantiene le chiavi della porta neroverde nella prima stagione, mentre nella seconda è scavalcata dal neoacquisto Gaëlle Thalmann.
Nel luglio 2019 viene ingaggiata dalla Juventus campione d'Italia in carica, in cerca di una riserva di affidamento. Deputata a terza nel ruolo dietro alla titolare Laura Giuliani e a Doris Bačić, in bianconero Tasselli trova spazio unicamente in Coppa Italia, ciò nonostante nell'anno e mezzo trascorso a Torino partecipa da comprimaria alle vittorie di uno Scudetto e due Supercoppe italiane.
A gennaio 2021 si trasferisce al Napoli, sempre in Serie A. La permanenza in Campania dura un solo semestre, infatti nel luglio dello stesso anno si accasa alla Fiorentina. Nel corso della stagione 2021-2022 si alterna tra i pali delle Viola assieme al portiere titolare Katja Schroffenegger, col tecnico Patrizia Panico che la preferisce a quest'ultima soprattutto in Coppa Italia, riuscendo a marcare complessivamente 10 presenze delle quali 7 in campionato. Nell'estate seguente fa ritorno al Napoli, neoretrocesso in Serie B.
Dopo una sola stagione al Napoli, conclusasi con la promozione in Serie A, si è trasferita alla Ternana, continuando a giocare in Serie B. Rimane a Terni per un semestre, in cui ha modo di scendere in campo in una sola occasione, prima di passare nel gennaio 2024 ai pari categoria del Brescia.

### Nazionale
Nel 2015 viene convocata dal commissario tecnico Antonio Cabrini per la doppia amichevole che la nazionale italiana disputa il 3 dicembre a Guiyang e il 6 dicembre a Qujing con la nazionale cinese. Fa il suo debutto tra i pali nella seconda partita, rilevando Francesca Durante al 46' e subendo la rete del definitivo 0-2 per la Cina siglata all'80' da Wang Shanshan.

## Statistiche

### Cronologia presenze e reti in nazionale
| Cronologia completa delle presenze e delle reti in nazionale ― Italia | Cronologia completa delle presenze e delle reti in nazionale ― Italia | Cronologia completa delle presenze e delle reti in nazionale ― Italia | Cronologia completa delle presenze e delle reti in nazionale ― Italia | Cronologia completa delle presenze e delle reti in nazionale ― Italia | Cronologia completa delle presenze e delle reti in nazionale ― Italia | Cronologia completa delle presenze e delle reti in nazionale ― Italia | Cronologia completa delle presenze e delle reti in nazionale ― Italia |
| Data                                                                  | Città                                                                 | In casa                                                               | Risultato                                                             | Ospiti                                                                | Competizione                                                          | Reti                                                                  | Note                                                                  |
| --------------------------------------------------------------------- | --------------------------------------------------------------------- | --------------------------------------------------------------------- | --------------------------------------------------------------------- | --------------------------------------------------------------------- | --------------------------------------------------------------------- | --------------------------------------------------------------------- | --------------------------------------------------------------------- |
| 03-12-2015                                                            | Guiyang                                                               | Cina                                                                  | 1 – 1                                                                 | Italia                                                                | Amichevole                                                            | -1                                                                    | 46’                                                                   |
| 4-3-2016                                                              | Larnaca                                                               | Italia                                                                | 1 – 1                                                                 | Irlanda                                                               | Cyprus Cup 2016                                                       | -1                                                                    |                                                                       |
| 3-3-2017                                                              | Larnaca                                                               | Belgio                                                                | 4 – 1                                                                 | Italia                                                                | Cyprus Cup 2017                                                       | -4                                                                    |                                                                       |
| 8-3-2017                                                              | Larnaca                                                               | Italia                                                                | 6 – 2                                                                 | Rep. Ceca                                                             | Cyprus Cup 2017 - Finale 11º posto                                    | -2                                                                    |                                                                       |
| Totale                                                                |                                                                       | Presenze                                                              | 4                                                                     |                                                                       | Reti                                                                  | -8                                                                    |                                                                       |

## Palmarès

### Club
- Coppa Italia: 1

Reggiana: 2009-2010
- Campionato italiano di Serie B: 2

Reggiana/Sassuolo: 2016-2017 (girone B)
Napoli: 2022-2023
- Supercoppa italiana: 2

Juventus: 2019, 2020
- Campionato italiano: 1

Juventus: 2019-2020